# Matt Welsh
Matt Welsh (n. 18 noiembrie 1976, Melbourne, Victoria, Australia) este un înotător ce a reprezentat Australia, medaliat olimpic. A participat la 2 ediții ale Jocurilor Olimpice (2000, 2004) în care a câștigat 3 medalii de argint și o medalie de bronz.